# Jack MacKenzie
Jack MacKenzie (* 4. Juli 2000 in Aberdeen) ist ein schottischer Fußballspieler, der bei Plymouth Argyle unter Vertrag steht.

## Karriere
Jack MacKenzie wurde im Jahr 2000 in Aberdeen im Nordosten von Schottland geboren. Als 9-Jähriger kam er zum FC Aberdeen. Im Jahr 2017 unterschrieb er seinen ersten Profivertrag gemeinsam mit Dean Campbell und Ethan Ross, die alle zusammen in der Jugendakademie der „Dons“ spielten. MacKenzie war zuletzt Mannschaftskapitän der U20-Mannschaft von Aberdeen. Im Jahr 2019 unterschrieb er eine Vertragsverlängerung bis Sommer 2021. Ab Oktober 2020 wechselte der großgewachsene Innenverteidiger auf Leihbasis zum schottischen Drittligisten Forfar Athletic. Bis in den Januar 2021 absolvierte er insgesamt 14 Spiele, davon zehn in der dritten Liga über die gesamten 90 Minuten. Danach kehrte er zu den „Reds“ nach Aberdeen zurück.
Sein Aberdeen-Debüt gab er am 20. März 2021 bei einer 0:1-Niederlage gegen Dundee United im New Firm-Derby. Im selben Monat vereinbarte MacKenzie eine zweijährige Vertragsverlängerung, die ihn bis 2023 in Pittodrie halten wird.